# Miss USA 2013
Miss USA 2013, est la 62e élection de Miss USA, qui s'est tenue le 16 juin 2013 à Las Vegas. La gagnante de cette édition est Erin Brady, Miss Connecticut USA 2013. Elle succède à Nana Meriwether Miss Maryland USA 2012.

## Résultats
| Résultats finaux | Candidates |
| ---------------- | --- |
| Miss USA 2013    | - Connecticut - Erin Brady |
| 1re dauphine     | - Alabama - Mary-Margaret McCord |
| 2e dauphine      | - Illinois - Stacie Juris |
| 3e dauphine      | - Utah - Marissa Powell |
| 4e dauphine      | - Texas - Alexandria Nugent |
| 5e dauphine      | - Caroline du Sud - Megan Pinckney |
| Top 10           | - Louisiane - Kristen Girault - Nevada - Chelsea Caswell - Caroline du Nord - Ashley Love-Mills - Ohio - Kristin Smith                                                |
| Top 15           | - Maryland - Kasey Staniszewski - Virginie-Occidentale - Chelsea Welch - Californie - Mabelynn Capeluj - Pennsylvanie - Jessica Billings - Massachusetts - Sarah Kidd |

## Les participantes
| Pays                 | Candidate            | Age    | Taille | Ville               |
| -------------------- | -------------------- | ------ | ------ | ------------------- |
| Alabama              | Mary Margaret McCord | 22 ans |        | Gadsden             |
| Alaska               | Melissa McKinney     | 26 ans |        | Anchorage           |
| Arizona              | Rachel Kasang        | 20 ans |        | Phoenix             |
| Arkansas             | Hannah Billingsley   | 22 ans |        | Franklin            |
| Californie           | Mabelynn Capeluj     | 21 ans |        | San Diego           |
| Caroline du Nord     | Ashley Mills         | 24 ans |        | Raleigh             |
| Caroline du Sud      | Megan Pinckney       | 21 ans |        | North Charleston    |
| Colorado             | Amanda Wiley         | 25 ans |        | Denver              |
| Connecticut          | Erin Brady           | 25 ans |        | East Hampton        |
| Dakota du Nord       | Stephanie Erickson   | 23 ans |        | Fargo               |
| Dakota du Sud        | Jessica Albers       | 26 ans |        | Yankton             |
| Delaware             | Rachel Baiocco       | 21 ans |        | Bear                |
| District of Columbia | Jessica Frith        | 26 ans |        | Washington          |
| Floride              | Michelle Aguirre     | 19 ans |        | Hialeah             |
| Géorgie              | Brittany Sharp       | 22 ans |        | Atlanta             |
| Hawaï                | Brianna Acosta       | 21 ans |        | Waialua             |
| Idaho                | Marissa Wickland     | 20 ans |        | Boise               |
| Illinois             | Stacie Juris         | 20 ans |        | Tinley Park         |
| Indiana              | Emily Hart           | 25 ans |        | Fort Wayne          |
| Iowa                 | Richelle Orr         | 20 ans |        | Hampton             |
| Kansas               | Staci Klinginsmith   | 26 ans |        | Lenexa              |
| Kentucky             | Allie Leggett        | 19 ans |        | Whitley City        |
| Louisiane            | Kristen Girault      | 21 ans |        | Metairie            |
| Maine                | Ali Clair            | 23 ans |        | Portland            |
| Maryland             | Kasey Staniszewski   | 21 ans |        | Annapolis           |
| Massachusetts        | Sarah Kidd           | 20 ans |        | Boston              |
| Michigan             | Jaclyn Schultz       | 24 ans |        | Wyandotte           |
| Minnesota            | Danielle Hooper      | 20 ans |        | Inver Grove Heights |
| Mississippi          | Paromita Mitra       | 21 ans |        | Hattiesburg         |
| Missouri             | Ellie Holtman        | 21 ans |        | Montgomery City     |
| Montana              | Kacie West           | 22 ans |        | Kalispell           |
| Nebraska             | Ellie Lorenzen       | 21 ans |        | Omaha               |
| New Hampshire        | Amber Faucher        | 22 ans |        | Manchester          |
| New Jersey           | Libell Duran         | 22 ans |        | Keasbey             |
| New York             | Joanne Nosuchinsky   | 24 ans |        | Hell's Kitchen      |
| Nouveau-Mexique      | Kathleen Danzer      | 24 ans |        | Albuquerque         |
| Ohio                 | Kristin Smith        | 21 ans |        | Dayton              |
| Oklahoma             | Makenzie Muse        | 20 ans |        | Oklahoma City       |
| Oregon               | Gabrielle Neilan     | 22 ans |        | Gresham             |
| Pennsylvanie         | Jessica Billings     | 25 ans |        | Berwyn              |
| Rhode Island         | Brittany Stenovitch  | 19 ans |        | Cranston            |
| Tennessee            | Brenna Mader         | 25 ans |        | Nashville           |
| Texas                | Alexandria Nugent    | 20 ans |        | Dallas              |
| Utah                 | Marissa Powell       | 21 ans |        | Salt Lake City      |
| Vermont              | Sarah Westbrooke     | 24 ans |        | Burlington          |
| Virginie             | Shannon McAnally     | 24 ans |        | Arlington           |
| Virginie-Occidentale | Chelsea Welch        | 22 ans |        | West Union          |
| Washington           | Cassandra Searles    | 24 ans |        | Redmond             |
| Wisconsin            | Chrissy Zamora       | 25 ans |        | Milwaukee           |
| Wyoming              | Courtney Gifford     | 24 ans |        | Sheridan            |